# Girls Who Like Boys Who Like Boys
Girls Who Like Boys Who Like Boys är en amerikansk reality-TV-serie som hade premiär den 7 december 2010 på Sundance Channel. Serien handlar om fyra homosexuella män och deras kvinnliga bästa vänner.